# Etzersdorf-Rollsdorf
Etzersdorf-Rollsdorf è stato un comune austriaco nel distretto di Weiz, in Stiria. È stato istituito il 1º gennaio con la fusione dei precedenti comuni di Lohngraben ed Etzersdorf e soppresso il 31 dicembre 2014; dal 1º gennaio 2015 le sue frazioni di Etzersdorf, Lohngraben e Rollsdorf (capoluogo comunale) sono state aggregate al comune di Sankt Ruprecht an der Raab assieme all'altro comune soppresso di Unterfladnitz.